# بيلي يبرش
بيلي يبرش (بالإنجليزية: Billy Burch)‏ هو لاعب هوكي جليد كندي وأمريكي، ولد في 20 نوفمبر 1900 في يونكيرس في الولايات المتحدة، وتوفي في 30 نوفمبر 1950 في تورونتو في كندا.

## وصلات خارجية
- بيلي يبرش على موقع دوري الهوكي الوطني (الإنجليزية)
- بيلي يبرش على موقع EliteProspects.com (الإنجليزية)
- بيلي يبرش على موقع HockeyDB.com (الإنجليزية)
- بيلي يبرش على موقع Hockey-Reference.com (الإنجليزية)